# Agathia brabanti
Agathia brabanti là một loài bướm đêm trong họ Geometridae.